# گابریل گیفوردز
گابریل گیفوردز (به انگلیسی: Gabrielle Dee Giffords) زاده ۸ ژوئن ۱۹۷۰ (میلادی) یک سیاستمدار زن آمریکایی‌است. او یکی از نمایندگان دموکرات مجلس نمایندگان ایالات متحده آمریکاست و وی نمایندگی مردم آریزونا در در این مجلس بر عهده دارد. او سومین زنیست که در تاریخ این ایالت به مقام نمایندگی می‌رسد.

## حادثه تیراندازی در توسان
در روز ۸ ژانویه سال ۲۰۱۱ او در شهر توسان واقع در ایالت آریزونا مورد حمله قرار گرفت و به سختی مجروح‌شد. در این رخداد ۶ نفر که از جمله آنان یک قاضی فدرال و یک دختر نه سال نیز حضور داست به قتل رسیدند در طی همین رخداد ۱۳ نفر نیز زخمی شدند.